# Nuno Keiichiro
Keiichiro Nuno (布 啓一郎, sinh ngày 21 tháng 12 năm 1960) là một huấn luyện viên và cựu cầu thủ bóng đá người Nhật Bản.

## Sự nghiệp Huấn luyện viên
Keiichiro Nuno đã dẫn dắt Thespakusatsu Gunma.